# Bräunlingen
Bräunlingen település Németországban, azon belül Baden-Württembergben. Lakosainak száma 6058 fő (2023. december 31.).

## Népesség
A település népessége az elmúlt években az alábbi módon változott:
| Lakosok száma | 5572 | 5782 | 5783 | 5828 | 5945 | 6014 | 6058 |
|               | 1975 | 2014 | 2017 | 2019 | 2021 | 2022 | 2023 |